# Tonje Larsen
Tonje Larsen (Tønsberg, 26 de janeiro de 1975) é uma ex-handebolista profissional norueguesa, campeã olímpica.